# Ученик лекаря
«Ученик лекаря» — фильм режиссёра Бориса Рыцарева по мотивам болгарской сказки "Дуэль на ядах". Картина снята на Киностудии им. М. Горького в 1983 году в стереоскопической системе Стерео-70.

## Сюжет
Молодой симпатичный плут и шарлатан Радомир продаёт снадобья, якобы излечивающие от всех болезней. Как-то он встречает труппу бродячих актёров и влюбляется в красавицу Тодорку, чья мать, по имени Мария, не может ходить. Девушка соглашается выйти за него замуж, если он вылечит её мать. Помочь мог бы искусный лекарь Вазили, но он лечит только богатых.
Радомир становится слугой Вазили, притворившись глухонемым, так как тот брал себе в слуги только таких: пациенты царского врача говорили вещи, которые могли стоить жизни невольному свидетелю. Да и делиться своими знаниями он ни с кем не желал, поскольку передать искусство медицины он должен был только своему сыну, которого у лекаря не было. 
К Вазили обращаются не только желающие вылечиться, но и желающие отправить на тот свет своих недругов. Так, главный воевода захотел отравить библиотекаря и мудреца Косту за то, что тот имеет большее влияние на царя, чем когда-то он сам. Вазили даёт воеводе яд, получив за это большие деньги, однако, встретив библиотекаря, даёт противоядие (при этом не говоря о грозящей ему опасности), поскольку Вазили, как истинный лекарь, не может нарушить клятвы Гиппократа, который запрещал давать больным смертоносные снадобья, да и Коста хорошо относится к Вазили. 
Коста узнаёт в Радомире шарлатана и, узнав, для чего Радомир притворяется глухонемым, обещает обучить его грамоте, а также латыни и греческому языку, чтобы Радомир смог постигнуть искусство врачевания. Радомир, который был свидетелем разговора Вазили и воеводы (и прошёл устроенную лекарем после этого проверку), выбрасывает отравленную воеводой книгу, предупреждая Косту, что там яд. Прозорливый Коста понимает, кто дал яд, и благодарит Радомира.
Прошло несколько лет, и юноша постиг сложную науку врачебных секретов и начал лечение Марии. Но судьба послала молодым людям новое препятствие: Тодорка ужасно понравилась царю, и тот, пожелав на ней жениться, приказал привезти её во дворец. Оказавшись в царских покоях, девушка, узнав, почему она здесь, и не желая выходить замуж против своей воли, пытается бежать и прячется от преследования в кустах, где её кусает клещ. В тяжёлом состоянии её приносят во дворец. 
Царь умоляет Вазили спасти невесту. Тот сначала говорит, что ей не помочь, и осталось жить два дня. Однако Радомир жестами сообщает лекарю, что у неё в ухе клещ. Вазили предупреждает об опасной, хоть и необходимой, операции. Царь даёт добро и обещает Вазили, что исполнит любое его желание, если девушка будет спасена. 
Лекарь хочет вытащить клеща щипцами, как вдруг Радомир не выдерживает и говорит ему, что таким образом он погубит Тодорку, если предварительно не убьёт клеща раскаленной спицей. Услышав, что его слуга заговорил, Вазили приходит в бешенство и требует замолчать, но царь его останавливает. Лекарь успешно проводит операцию. Девушка спасена. 
Взамен на её жизнь Вазили просит царя казнить его слугу, на что получает отказ, так как юноша помог ему спасти Тодорку. Радомир уговаривает царя исполнить просьбу и просит Вазили дать ему яду. В случае, если юноша спасётся, то он даёт выпить яд Вазили. Лекарь соглашается на такие условия, даёт Радомиру медленный яд, который тот выпивает.
Исцелившись, юноша вечером в присутствии горожан даёт клятву Гиппократа, в ходе которой даёт слово, что не посмеет убить Вазили, ставшего поневоле его учителем. На следующий день он приходит во дворец и даёт Вазили чашу с предполагаемым ядом. Лекарь, полный решимости доказать превосходство над своим «учеником», выпивает её и внезапно умирает. 
Потрясённый случившимся Радомир говорит царю, что дал своему учителю простой родниковой воды. Коста подтверждает его правоту, испробовав этой воды, и сообщает, что Вазили умер, потому что поверил, что выпил яд, и что он умер от яда, который был в нём самом: яда ненависти и злобы. 
К царю приходит выздоровевшая Тодорка и просит его отпустить к Радомиру, которого она полюбила. Коста уговаривает своего правителя не разрушать счастья молодых людей, тем более, счастливый лекарь лучше несчастного. Царь соглашается и отпускает обоих. А Коста показывает ему портрет  принцессы, которая внешне похожа на Тодорку.
Радомир излечивает Марию и, не желая становиться царским лекарем, остаётся вместе со своей любимой Тодоркой.

## В ролях
- Олег Казанчеев — Радомир
- Наталья Вавилова — Тодорка, возлюбленная Радомира
- Олег Голубицкий — Вазили, царский лекарь
- Ариадна Шенгелая — Мария, мать Тодорки
- Михаил Глузский — Коста, царский библиотекарь
- Григорий Мануков — царь
- Виктор Ильичев — Гроздан
- Юрий Чекулаев — Кавас, воевода
- Александр Сайко — человек, исцелённый Вазили
- Лилия Гриценко — мать инвалида
- Светлана Орлова — статс-дама

Партии трёх менестрелей, комментирующих действие, исполняет трио «Меридиан» (Надежда Лукашевич, Владимир Ситанов и Николай Сметанин). Они исполняют четыре баллады на стихи Вадима Коростылёва:
- «Песенка весёлого менестреля»;
- «Песенка печального менестреля»;
- «Песенка о вчерашнем празднике»;
- «Песня о сказке».

В 1985 году на фирме «Мелодия» вышла пластинка М. Таривердиева. Песни из кинофильма «Ученик лекаря» (C62 21379 005, EP).

## Создатели фильма
- Режиссёр: Борис Рыцарев
- Сценарист: Исай Кузнецов
- Оператор: Андрей Кириллов
- Монтажёр: Л. Дроздова
- Композитор: Микаэл Таривердиев
- Текст песен: Вадим Коростылёв
- Художник: Николай Терехов
- Костюмы: Надежда Фадеева

Фильм снимался в румынском городе Сигишоара.